# متين أيدين
متين أيدين (بالتركية: Metin Aydın)‏ (6 مارس 1993 في تركيا - ) هو لاعب كرة قدم تركي في مركز الدفاع. شارك مع منتخب تركيا تحت 17 سنة لكرة القدم ومنتخب تركيا تحت 18 سنة لكرة القدم. أما مع النوادي، فقد لعب مع أنقرة غوجو.

## وصلات خارجية
- متين أيدين على موقع اتحاد تركيا (لاعب) (الإنجليزية)
- متين أيدين على موقع قاعدة بيانات كرة القدم.إي يو (الإنجليزية)
- متين أيدين على موقع Soccerway.com (الإنجليزية)
- متين أيدين على موقع عالم كرة القدم.نت (الإنجليزية)